# Тараваді
Тараваді (бірм. သာယာဝတီမင်; 14 березня 1784 — 17 листопада 1846) — м'янманський правитель у 1837—1846 роках.

## Життєпис
Онук володаря Бодопайї. Сьомий син принца Тадомінсо. Народився 1787 року в Амарапурі, отримавши ім'я Маун Хін. 1808 року втратив батька. 1819 року його старший брат Баджідо зійшов на трон у 1819 році, призначивши Тараваді спадкоємцем. У 1823—1826 роках рав участь у війні з Британською Ост-Індською компанією.
У 1837 році Мінтаджі Маун О, брат Мей Ні (головної дружини Баджідо) і фактично очільник регентської ради при хворому Баджідо, спробував захопити владу в країні, проте селянське населення і частина армії підтримала Тараваді. У лютому той втік до Шуебо, родове гніздо династії Конбаун, де підняв повстання. 7 квітня 1837 року Тараваді розгромив ворожу армію і зайняв Аву. 15 квітня 1837 року змусив Баджідо зректися престолу. На вимогу вождів селянських загонів стратив кілька особливо ненависних чиновників, не зачепивши Мей Ні та Мінтаджі Маун О. Незабаром після цього, розколовши єдність селянських вождів обіцянками посад і переманивши деяких із них на службу, Тараваді інших стратив. Втім становище погіршувалося, оскільки через деякий час селяни знову повстали. 1838 року вдалося придушити повстання монів на півдні.
Водночас обрав оголосив, що не визнає Яндабоського договору та відторгнення бірманських земель Аракан та Тенассерім. У 1837 році змусив британського резидента Г.Берні переїхати з Ави до Янгону. Заборонив проходження через підвладу територію британських мандрівників, що намагалися знайти кращий шлях до імперії Цін.
8 червня 1840 року відбулася інтронизація в Амарапурі, де прийняв тронне ім'я Шрі Павараадіт'ялука Адіпатівіджая Магадгарма Раджадхіраджа. Незабаром розкрив змову Мей Ні та Мінтаджі Маун О, яких було страчено. В цей же час повстали шани, яких було зрештою приборкано. Того ж року фактично було розірвано дипломатичні відносини з британцями. Останні стали готуватися до нової війни, чому завадили труднощі у війні з афганським еміром Дост Мухаммед-ханом.
Тараваді, готуючись до можливого протистояння з британцями став займатися зміцненням обороноздатності держави. Він зайнявся переозброєнням армії європейською зброєю. У країну почали завозити мушкети, амуніцію та гармати. Для навчання своїх військ використовував як дезертирів з англо-індійської армії, і французьких інструкторів. Було посилено прикордонні гарнізони, до 1842 року зміцнився і розширився Янгон, що прикривав дельту Іраваді. Було видано указ про будівництво ряду великих суден і десятки військових човнів.
1841 року пожертвував 42-тонний дзвін під назвою «Магатіссада Сандха» і 20 кг золота для пагоди Шведагон у Янгоні. Втім внутрішнє становище залишалося складним через сплату контрибуції, боргів, податків. 1844 року повстали племена кая.
У 1846 році його сини повалили владу Тараваді, оголосивши того душевно хворорим. Невдовзі він помер. Владу перебрав Паган Мін.